# 神鳴火山口
神鳴火山口（Kami-Nari Patera）是木衛一表面上一座火山口，或呈扇贝状边缘的不规则火山坑，位于南纬8.7度、西经235.08度处，直徑約53公里，2000年由國際天文學聯合會正式接受了它的命名。
在该火山口的南面和东面分别可看到雷电火山口和阿沙火山口。
該火山口的名稱來自日語中雷的另一種漢字表記。